# Thuidiopsis dusenii
Thuidiopsis dusenii är en bladmossart som beskrevs av Brotherus 1925. Thuidiopsis dusenii ingår i släktet Thuidiopsis och familjen Thuidiaceae. Inga underarter finns listade i Catalogue of Life.